# El bulín de la calle Ayacucho
El bulín de la calle Ayacucho es un tango cuya letra pertenece a Celedonio Flores en tanto que la música es de los hermanos José y Luis Servidio. Fue escrito en 1923 y estrenado en el Teatro Soleil por el dúo Torelli-Mandarino acompañado en guitarra por Humberto Canataro. Su título y su letra aluden a un bulín, esto es en lunfardo una pequeña habitación, ubicada en la casa de la calle Ayacucho 1443 de la ciudad de Buenos Aires, demolida a fines de la década de 1920 aproximadamente.
La letra, que está redactada en primera persona, contiene varios vocablos lunfardos y recuerda con pesar antiguos días más felices.

## Los autores
La letra es de Celedonio Esteban Flores (1896 - 1947), poeta y letrista de tangos frecuentador de la bohemia porteña, autor de versos lunfardos y también sentenciosos y moralizantes.
La música es de los hermanos Servidio; José (1900 - 1969), apodado Valija, bandoneonista, director de orquesta y compositor dedicado al tango, y Luis (1895 - 1961), apodado El Gordo, bandoneonista y compositor.

## El bulín en el tango

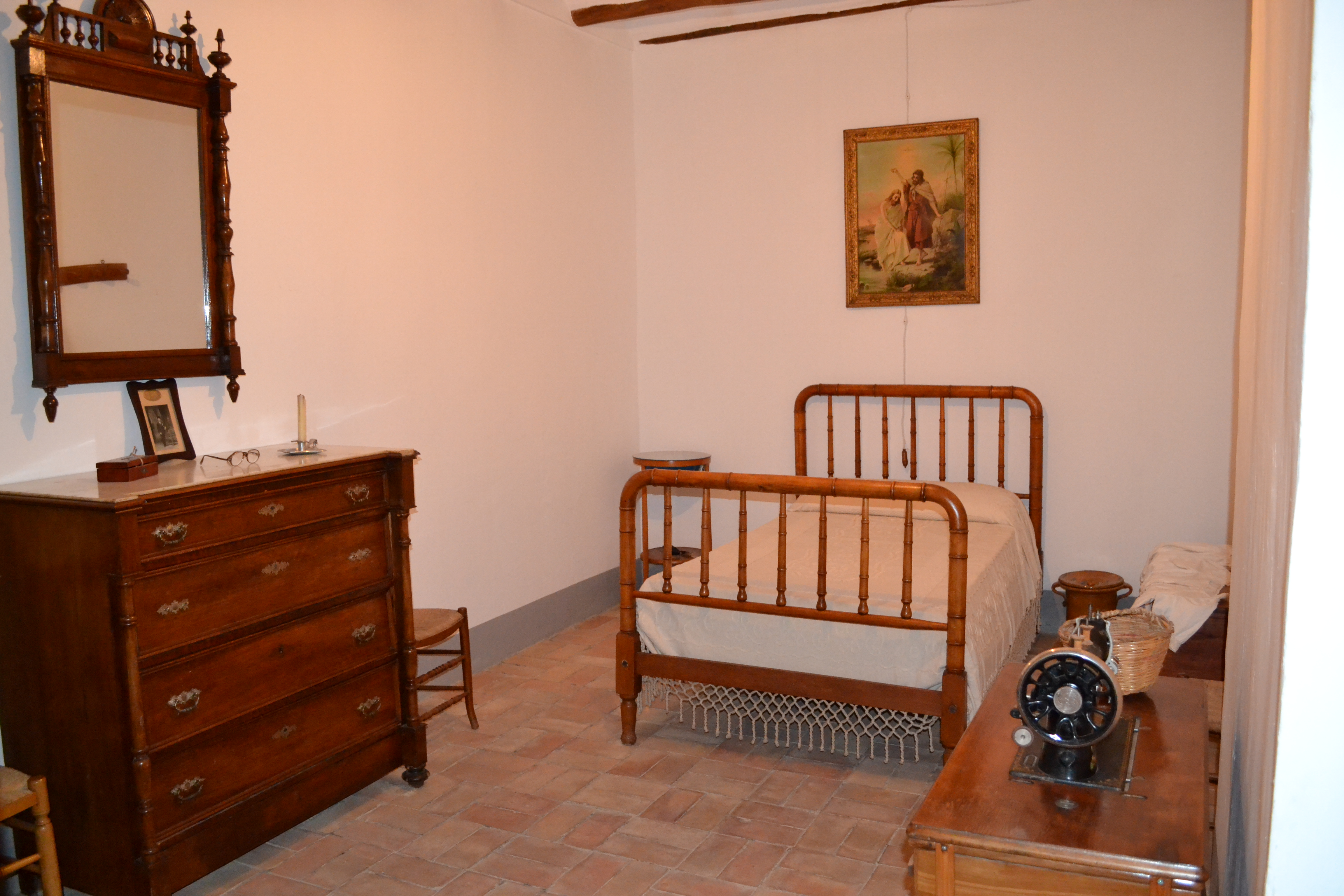
Un bulín

La “casa” (bulín, casita, conventillo, cotorro, cuarto, etc.) es el centro de varias de las historias contadas en los tangos, a veces como escenario y otras directamente como sujeto. Cada vocablo, sin embargo, tiene dentro de la poesía tanguera sus connotaciones particulares.
La casa remite en general a la infancia, a la familia, al hogar, en tanto el bulín, el cotorro o el cuarto aluden a la independencia, la sexualidad, la soledad o la adultez, y el conventillo puede ser utilizado como escenario de dramas o para desvalorizar a un personaje.
Entre los tangos que mencionan este vocablo en su título se pueden citar Hacé bulín, letra de Mario Savino y música de Héctor Palacios De vuelta al bulín (1917), con letra de Pascual Contursi y música de José Martínez y Romántico bulincito (1920), letra de Enrique Dizeo y música de Augusto Gentile

## La evocación de José Servidio
José Servidio contaba sobre el bulín que inspiró este tango:

"Era una piecita en la que ni los ratones faltaban. Concurrentes infaltables a las reuniones de todos los viernes, eran Juan Fulginiti, el cantor Martino, el cantor Paganini (del dúo Paganini-Ciacia); Nunziatta, también cantor, del dúo Cicarelli-Nunziatta; el flaco Sola, cantor, guitarrista y garganta privilegiada para la caña; yo, en fin... Ciacia cocinaba siempre un pucherete. Había en el bulín una sartén y una morochita (olla de largo uso). Se tomaba mate, se charlaba. Como le decía, hasta algún ratón merodeaba por allí. Las reuniones en el bulín de la calle Ayacucho duraron más o menos hasta fines de 1921. Cuando Cele se puso de novio terminaron. Ya han muerto casi todos los que nos reuníamos allí."

## Explicación de algunos vocablos
"que en mis tiempos de rana alquilaba". Rana, ranún: sagaz, astuto, poco escrupilosa.
"en su racha de vida fulera". Fulero: Malo, desagradable, feo.
"encontraron marroco y catrera". Marroco: pan., Catrera= cama
"El Primus no me fallaba". Primus: marca muy popular de calentador de kerosene.
"ni el bacán de voz gangosa". Bacán: persona adinerada.
"con berretín de cantor". Berretín: capricho, idea fija, afición.
"Bulincito mistongo tirado". Mistongo: pobre.
"cabrero, rante y tristón". Cabrero: enojado.. Rante: apócope de atorrante.

## Represión cultural iniciada por la dictadura de 1943
A partir de 1943 dentro de una campaña iniciada por la dictadura militar de 1943 que obligó a suprimir el lenguaje lunfardo, como así también cualquier referencia a la embriaguez o expresiones que en forma arbitraria eran consideradas inmorales o negativas para el idioma o para el país, el Negro Cele debe modificar el texto para que se permita su difusión y hace una versión totalmente mediocre con el nuevo título de Mi cuartito y, por ejemplo, los primeros versos quedaron en esta forma:
Texto original
El bulín de la calle Ayacucho
que en mis tiempos de rana alquilaba
el bulín que la barra buscaba
pa' caer por la noche a timbear.
El bulín donde tantos muchachos
en su racha de vida fulera
encontraron marroco y catrera
rechiflado parece llorar.
Texto censurado
Mi cuartito feliz y coqueto

Que en la calle Ayacucho alquilaba

mi cuartito feliz que albergaba
un romance sincero de amor
Mi cuartito feliz donde siempre
una mano cordial me tendía
y una linda carita ponía
con bondad su sonrisa mejor...
Las restricciones continuaron al asumir el gobierno constitucional el general Perón y en 1949 directivos de SADAIC le solicitaron al administrador de Correos y Telecomunicaciones en una entrevista que se las anularan, pero sin resultado. Obtuvieron entonces una audiencia con Perón, que se realizó el 25 de marzo de 1949, y el presidente –que afirmó que ignoraba la existencia de esas directivas- las dejó sin efecto.
En octubre de 1953 se aprobó la Ley de Radiodifusión n.º 14.241 que no tenía previsiones sobre el uso del lenguaje popular en radio pero las restricciones en alguna medida continuaban, y motivó la denuncia de SADAIC en enero de 1950 a la irradiación de ciertos temas por Radio El Mundo; no obstante tal denuncia, en 1952 la propia entidad de los autores acordó con las autoridades una lista de canciones populares que por razones de buen gusto o decoro idiomático no debían pasarse por radio; en definitiva, SADAIC no cuestionaba la censura en sí misma sino quién la aplicaba.
Por otra parte, por temor de los músicos algunas piezas, como el tango Al pie de la Santa Cruz y la Milonga del 900, siguieron ejecutándose con modificaciones en las partes a las que se podía asignar contenido político.